# Anton Staus
Anton Staus (* 5. September 1872 in Heidelberg-Handschuhsheim; † 21. Juli 1955 in Pullach bei München) war ein deutscher Maschinenbauer und Astronom.
Staus studierte Maschinenbau an der Technischen Hochschule in Karlsruhe. 1904 promovierte er dort zum Dr.-Ing. und arbeitete anschließend als Dozent. 1899 wurde er Leitender Ingenieur. 1914 folgte er einem Ruf an die Staatliche Ingenieurschule in Esslingen am Neckar. Durch den Ausbruch des Ersten Weltkrieges konnte Staus diese Stelle zunächst nicht antreten. Er diente im Rang eines Leutnants als Ballonbeobachter an der Westfront. Erst im November 1918 konnte er seine Professur in Esslingen aufnehmen. Hier beschäftigte er sich u. a. mit Wärmekraftmaschinen. Infolge eines Leidens, das er sich im Krieg zugezogen hatte, wurde er 1930 in den Ruhestand versetzt. Im gleichen Jahr zog er nach Pullach.
Neben dem Maschinenbau beschäftigte sich Staus intensiv mit der Astronomie und der Verbesserung von Teleskopen und Teleskopmontierungen. Als Gymnasiast lernte er durch eine Familienfreundschaft den Astronomen Max Wolf kennen, der in Heidelberg eine eigene Sternwarte eingerichtet hatte und sich mit der fotografischen Entdeckung von Asteroiden beschäftigte.
Staus entdeckte am 1. September 1892 auf einer fotografischen Platte den Asteroiden (335) Roberta. Es handelte sich um den zwölften Asteroiden, der auf fotografischem Wege entdeckt wurde.
In Karlsruhe-Rüppurr richtete sich Staus 1905 eine private Sternwarte ein, deren Hauptinstrument ein Fernrohr mit 20 cm Öffnungsweite war. Er unterstützte Max Wolf bei der Konstruktion des „Bruce-Teleskops“ der Landessternwarte Heidelberg-Königstuhl. Nach seinem Umzug nach Pullach richtete er auch dort eine Sternwarte ein. Aufgrund seiner umfassenden Kenntnisse bei der Konstruktion von Teleskopen wurde er häufig von Fach- und Amateurastronomen aufgesucht und um Rat gefragt. So gab er z. B. den Anstoß für Anton Kutters Entwicklung des Schiefspieglers. Seine Erfahrungen veröffentlichte er in dem Buch Fernrohrmontierungen und ihre Schutzbauten für Sternfreunde, das 1952 erschien und bis heute zahlreiche Amateurastronomen zum Selbstbau inspirierte.